# Сомов, Илья Викторович
Илья Викторович Сомов (род. 16 ноября 1978 года) — российский пловец в ластах, заслуженный мастер спорта России.

## Карьера
Многократный победитель Чемпионатов вооруженных сил, молодёжных первенств, Кубков и чемпионатов России.
Двукратный победитель молодёжного первенства мира 1995 года. Победитель Кубка Европы 1998 года.
Призёр чемпионатов Европы 1999, 2001 года, чемпион Европы 1997, 1999, 2001 годов.
Четырёхкратный чемпион мира 1998, 2000 годов.
Победитель Всемирных игр 2001 года.
Рекордсмен мира.
В 2005 году окончил Филиал Сибирского государственного университета физической культуры и спорта в г. Берёзовский (Свердловская область).